# Lago Paca
O Lago Paca é um dos lagos do Peru.